# Trường Cao đẳng Công nghệ và Kinh tế Bảo Lộc
Trường Cao đẳng Công nghệ và Kinh tế Bảo Lộc là một trường cao đẳng công lập tại thành phố Bảo Lộc, tỉnh Lâm Đồng, Việt Nam.

## Lịch sử hình thành
Trường Cao đẳng Công nghệ và Kinh tế Bảo Lộc có tiền thân là Trường Trung học Kỹ thuật Nông nghiệp Bảo Lộc, được thành lập 08/12/1976.
- 04/08/1989 trường được đổi tên thành Trường Trung học Kỹ thuật và Dạy nghề Bảo Lộc.
- 19/05/2009 trường được nâng cấp thành Trường Cao đẳng Công nghệ và Kinh tế Bảo Lộc.[3]

## Giải thưởng
Huân chương Lao động hạng Nhất

## Liên kết
Trường Cao đẳng Công nghệ và Kinh tế Bảo Lộc trên Facebook
Website Cao đẳng Công nghệ và Kinh tế Bảo Lộc